# Daczó Katalin
Daczó (Szabó) Katalin (Csíkszentmárton, 1965. augusztus 2. –) erdélyi magyar újságíró, filmrendező. Daczó Dénes újságíró felesége.

## Életpályája
A Székelyudvarhelyi Pedagógiai Líceumban érettségizett. 1983-ban Székelyudvarhelyen tanítóképzőt végzett. 1988-ban öntő-szakmunkás diplomát szerzett. 1993-ban diplomázott a Berzsenyi Dániel Főiskola könyvtár szakán.
Volt tanító, gyári munkás, könyvtáros és újságíró is. 2002–2009 között a gyergyószentmiklósi Rubin stúdióban dolgozott Berszán-Árus György operatőrrel. Ezután a Csík Hírlap újságírója és a Hargita Népe munkatársa volt. 2004–2015 között a több filmjével ért el hazai és nemzetközi sikereket.

## Könyvei
- Visszajátszás (2000)[1]
- Megyecsinálók (Sarány Istvánnal, 2001)
- A mi utcánk (szerk. Máté Klárával, 2003)
- Civilek a Székelyföldön (2008)
- Csíki Kóstoló (2010)
- Daczó Katalin: "Vezényszó nélkül is haptákba állt a század...". Emlékképek a Nagy Háborúból; Hargita Népe, Csíkszereda, 2016
- Daczó Katalin–Sarány István: Megyecsinálók; 2. bőv. kiad.; Hargita Népe, Csíkszereda, 2018 (Hargita Népe könyvek)

## Filmjei
- Áldozat (2004)
- Kinda Lázár és a Csíki Traktor (2006)
- Ha eljő az öregség… (2007)
- Civilek Székelyföldön (2007)
- Zsögödtől Zsögödig (2007)
- Egyik szeme sír, a másik nevet (2007)
- Gondolatok a családról (2009)
- Régi idők ezer leánya (2011)
- Kőbe vésett álom (2011)
- Megyecsinálók (2019)
- Egy átlagos nap

## Díjai
- Bálint András-díj (2000)
- Kuncz Aladár-díj
- Oltyán László-díj (2010)
- Székelyföld-díj (2013)[2]